# Cideville
Cideville – miejscowość i gmina we Francji, w regionie Normandia, w departamencie Sekwana Nadmorska.
Według danych na rok 1990 gminę zamieszkiwało 281 osób, a gęstość zaludnienia wynosiła 52 osoby/km² (wśród 1421 gmin Górnej Normandii Cideville plasuje się na 630. miejscu pod względem liczby ludności, natomiast pod względem powierzchni na miejscu 657.).